# Balast (film 1969)
Balast – polski film animowany, wycinankowy, z 1969 roku. Reżyserem filmu jest Bronisław Zeman, który wraz z Kazimierzem Fabrem jest też autorem scenariusza.
Tematem filmu jest tęsknota do natury, marzenie o ucieczce od cywilizacji.
Reżyser filmu za produkcję tę został nagrodzony Dyplomem Honorowym na Międzynarodowym Tygodniu Filmów Rozrywkowych Viennale w Wiedniu w 1970 roku.